# بيت العلماء (تومسك)
بيت العلماء (بالروسية: Дом учёных) هو مركز للأنشطة الثقافية والتربوية والدعائية والترفيهية للعلماء والمعلمين والطلاب في مدينة تومسك وتومسك أوبلاست.

## تاريخ
اتخذ قرار بناء المسكن في عام 1887، وشارك في التصميم كلّ من المهندسين «فيكتور فاسيليفيتش خاباروف» (Виктор Васильевич Хабаров) و«بافل بتروفيتش نارانوفيتش» (Павел Петрович Наранович).
تمّ الانتهاء من البناء في سنة 1891.